# Красностанское Москворечье
Красностанское Москворечье — государственный природный заказник (комплексный) регионального (областного) значения Московской области, целью которого является сохранение ненарушенных природных комплексов, их компонентов в естественном состоянии; восстановление естественного состояния нарушенных природных комплексов, поддержание экологического баланса. 

## Общие сведения
Заказник основан в 1966 году. Заказник расположен на границе Рузского городского округа и Можайского городского округа Московской области, в 4 км к югу от города Рузы и в 8,5 км к северо-востоку от города Можайска. Заказник находится большей частью в Рузском городском округе. Заказник состоит из трех участков, разделенных местными автодорогами. Участок 1 заказника расположен в Рузском городском округе в 0,5 км юго-западнее деревни Ватулино. Участок 2 заказника расположен в Рузском городском округе между деревнями Тишино, Лукино, Горбово, Костино, Новониколаево и Чепасово. Участок 3 заказника расположен в Рузском и Можайском городских округах и находится в 1,7 км к югу от деревни Ватулино, граничит с запада с деревней Костино, в 0,25 км к западу от деревни Бараново, граничит с запада с поселком Кожино Рузского городского округа; в 0,8 км к востоку от деревни Облянищево, в 0,1 км к северу и 0,4 км к востоку от деревни Красный Стан, а также граничит с востока с деревней Шишиморово Можайского городского округа. Общая площадь заказника составляет 4442,15 га (в том числе участок 1 — 555,11 га, участок 2 — 730,27 га, участок 3 — 3156,77 га).
Участок 1 включает лесные кварталы 94—96, 97 и 100 Рузского участкового лесничества Звенигородского лесничества. Участок 2 включает лесные кварталы 102—107 и частично лесные кварталы 112 (к северу от автодороги, разделяющей квартал) и 122 (выдел 3) Рузского участкового лесничества Звенигородского лесничества. Участок 3. Включает следующие территории и акватории: лесные кварталы 111, 114—121, 123 и частично квартал 112 (к югу от автодороги, разделяющей квартал) Рузского участкового лесничества Звенигородского лесничества; лесные кварталы 9, 10, 12, 16, 25—27, 38—40, 45, 46 и частично квартал 11 Нестеровского участкового лесничества Звенигородского лесничества; лесные кварталы 35 и 36 и частично квартал 20 Можайского участкового лесничества Бородинского лесничества; земли сельскохозяйственного назначения; земли водного фонда, представленные руслом реки Москвы, и иные земли.
На заказник возложены следующие задачи:
- сохранение природных комплексов;
- сохранение местообитаний редких видов животных, растений, грибов и лишайников;
- создание условий для мониторинга видов животных, растений, грибов и лишайников, занесённых в Красную книгу Московской области;
- обеспечение условий для проведения научно-исследовательских работ по изучению объектов особой охраны заказника.

## Описание
Территория заказника представлена долинным комплексом реки Москвы в её верхнем течении с прилегающими моренными равнинами и участками водно-ледниковых равнин, сформировавшимися на относительно пониженном цоколе известняков карбона и юрских глин.
Участок № 1 занят пологоволнистыми и холмистыми моренными равнинами, поверхности которых осложнены ложбинами, западинами и долинами ручьев. Абсолютные высоты территории изменяются от 188 метров над уровнем моря в днище эрозионной формы в северо-восточной оконечности участка до 221 м на возвышенной юго-западной границе участка на вершине небольшого холма. Гидрологический сток с территории направлен в реку Искону (левый приток реки Москвы), в северной части участка берут начало её притоки.
Почвенный покров территории представлен сформировавшимися на суглинистых отложениях дерново-подзолистыми почвами на возвышенных участках и дерново-подзолисто-глеевыми почвами по понижениям. В днищах эрозионных форм отмечаются гумусово-глеевые почвы.
Территория участка 2 включает пологоволнистые и холмистые моренные равнины на междуречье рек Москвы и Рузы. Высоты территории изменяются от 175 метров над уровнем моря в долине ручья в южном углу участка до 227 метров над уровнем моря на холме в восточной части участка.
Междуречная равнина осложнена холмами, ложбинами, заболоченными западинами и котловинами, а также долинами ручьев, входящими в пределы участка в своих верхних и средних частях. Поверхности равнин сложены покровными суглинками, под которыми залегают моренные отложения. Уклоны поверхностей равнин изменяются в пределах 1—5 градусов. Высоты холмов достигают 5—10 м. Протяженность западин и котловин, занятых болотами, достигает 400—500 м, ширина — до 200—250 м. Гидрологический сток северной части участка направлен в реку Рузу, южной — в Москву.
Почвенный покров на равнинах участка представлен дерново-подзолистыми и дерново-подзолисто-глеевыми почвами, по днищам эрозионных форм — гумусово-глеевыми почвами. На верховых участках болот отмечаются торфяные олиготрофные почвы, на низинных — торфяные эутрофные.
Участок 3 занимает основную часть заказника и включает долину реки Москвы с низкой, средней и высокой поймами, поверхностями первой и второй надпойменных террас, а также окружающие долину моренные и водно-ледниковые равнины. Абсолютные высоты изменяются от 151,2 метров над уровнем моря (высота уреза воды реки Москвы на восточной границе участка) до 226,5 метров над уровнем моря (вершина холма на правом берегу реки Москвы).
Волнистые и плоские поверхности пойм, сложенные песчано-супесчаными аллювиальными отложениями, сформировались на трех уровнях: низкая пойма — на высотах до 0,6 м над урезом воды Москвы-реки, средняя — около 1—1,5 м над урезом воды, высокая — 3—4 м. Ширина низкой поймы, как правило, не превышает 10 м, ширина средней поймы составляет 20—30 м, ширина высокой поймы достигает 50—100 м. Над поймой сформировались надпойменные террасные поверхности, сложенные песками и супесями. Высота поверхностей первой надпойменной террасы над урезом воды Москвы-реки составляет 8—12 м, второй надпойменной террасы — 14—16 м. Крутизна склонов террас изменяется от 10—15 градусов до 35—50 градусов. На наиболее крутосклонных участках местами образовались незадернованные осыпные стенки. Террасы осложнены многочисленными промоинами, а также балками, оврагами и долинами ручьев, протяженность которых достигает 2 км. Высота склонов оврагов и балок — до 14 м, ширина в среднем или нижнем течении — до 60—100 м. На высотах от 1 м от уреза воды реки Москвы на обоих берегах вскрываются выходы известняков карбона, на правом берегу отмечаются стенки высотой до 3—4 м.
В северной и южной частях участка на междуречных поверхностях сформировались моренные и водно-ледниковые равнины. Наиболее возвышенное положение занимают моренные волнистые и холмистые равнины, сложенные с поверхности покровными суглинками, под которыми залегает толща морены. Местами равнина осложнена заболоченными западинами и камовыми холмами, сложенными песчано-гравийными отложениями. Уклоны поверхности равнины изменяются от 1—2 градусов (межхолмовые участки) до 4—5 градусов (склоны холмов). Относительно пониженные участки междуречий заняты слабоволнистыми и плоскими водно-ледниковыми равнинами.
В центральной части участка 3 находится отрезок русла реки Москвы протяженностью 10,5 км. Ширина реки изменяется здесь от 35 до 70 м, глубина достигает 1,5—2,5 м. Скорость течения — 0,3 м/с. В слабоизвилистом русле реки отмечаются острова протяженностью до 250—400 м, шириной до 40—50 м. В пределах участка река принимает множество ручьев, протекающих по днищам балок и оврагов, а также родников и сочений, формирующихся на пойме или склонах террас. Юго-западная и юго-восточная окраины участка относятся к бассейнам рек — притоков реки Москвы — реки Ведомка и Елица соответственно.
В почвенном покрове участка 3 распространены дерново-подзолистые и дерново-подзолисто-глеевые почвы на суглинистых отложениях. Для террас реки Москвы и водно-ледниковых равнин, почвообразующие породы которых представлены песками и супесями, характерны дерново-подзолы и дерново-подзолы глеевые. По днищам эрозионных форм в их нижних частях формируются гумусово-глеевые почвы. На пойме преобладают аллювиальные светлогумусовые почвы. На болотах сформировались торфяные олиготрофные и торфяные эутрофные почвы.

### Флора и растительность
На водораздельной части заказника распространены субнеморальные еловые леса, еловые, сосново-еловые леса с участием широколиственных пород и их производные, трансформированные старовозрастные и молодые лесокультуры сосны и ели, зарастающие вырубки, участки заболоченных лесов с верховыми и переходными болотами. На террасах реки Москвы встречаются широколиственно-еловые и елово-широколиственные леса. Естественные условно-коренные леса сохранились на крутых высоких берегах реки Москвы с выходами или близким залеганием известняков — это смешанные леса с сосной, елью, дубом, липой, кленом и вязом гладким широкотравные и кислично-широкотравные. Встречаются чистые липняки и участки дубово-вязово-липовых и дубово-кленово-липовых склоновых лесов. Для пойм характерны сероольшаники с черемухой, местами с кленом и вязом, а также пойменные луга.
На участке 1 заказника преобладают субнеморальные еловые леса лещиновые кислично-зеленчуковые и кислично-папоротниково-зеленчуковые, старовозрастные трансформированные лесокультуры ели кислично-папоротниковые и заболоченные леса.
В еловых лесах с березой, осиной и старыми соснами, кустарниковый ярус состоит из лещины, жимолости лесной, малины и крушины ломкой. Обильны папоротники, кислица, зеленчук и живучка ползучая, единично встречаются хвощи луговой или лесной, копытень европейский, черника и осока пальчатая. Напочвенный покров образован зелеными таёжными, дубравными и печеночными мхами. Здесь есть участки с доминированием как типичных дубравных видов, так и таёжных растений. Среди старовозрастных еловых лесов, являющихся трансформированными лесокультурами, есть усыхающие и усохшие ели, пораженные короедом-типографом.
На участке имеются также производные березово-еловые, елово-березовые субнеморальные леса папоротниково-зеленчуковые и кислично-зеленчуковые с осиной, подростом ели и клёна, живучкой ползучей, овсяницей гигантской, костяникой, вейником тростниковидным, снытью, орляком, дубравными видами. В северной части участка в леса вкраплены небольшие переходные осоково-сфагновые болота.
На участке 2 заказника представлены спелые осиново-березово-еловые леса с вкраплениями верховых и переходных болот.
Наиболее крупное болото заказника расположено в юго-восточной части участка 2, на стыке 105, 106 и 122 кварталов. Этот массив включает широкое открытое низинное осоковое болото с вахтой трехлистной и сабельником болотным, полосу переходного сфагнового болота с осокой топяной, волосистоплодной, пушицами влагалищной и многоцветковой, ситником нитевидным, клюквой болотной и шейхцерией болотной, занесенной в Красную книгу Московской области. Центральная часть болотного массива занята верховым сосново-кустарничково-пушицево-сфагновым болотом с редкостойным сосняком, где кроме мирта болотного и клюквы болотной встречаются подбел болотный и голубика. Ближе к центру доминирует багульник болотный, на кочках встречается росянка круглолистная. Болото окружено также молодым березняком высотой 1—4 м осоково-сфагновым с клюквой, с осоками топяной, пузырчатой, удлиненной и чёрной, с ситником нитевидным.
Участок 3 — самый крупный из участков заказника, здесь представлены практически все основные типы растительных сообществ, распространенные в заказнике.
В западной части участка 3 заказника на пологих приводораздельных склонах и в долине реки Москвы по левому берегу реки преобладают субнеморальные старовозрастные сосново-еловые и еловые лещиновые кислично-зеленчуковые и кислично-папоротниково-зеленчуковые насаждения (трансформированные лесокультуры). Диаметр стволов елей и сосен составляет от 45—50 до 70—80 см. Кустарники представлены лещиной и жимолостью лесной, местами — малиной или волчеягодником обыкновенным. Из папоротников наибольшим обилием отличается щитовник расширенный, часто встречаются щитовники мужской и картузианский, голокучник Линнея, кочедыжник женский. Кроме кислицы и зеленчука обильны живучка ползучая, хвощи луговой или лесной. Напочвенный покров (покрытие 50—90 процентов) образован зелеными таёжными, дубравными и печеночными мхами. Здесь имеются участки с присутствием типичных дубравных видов: осоки волосистой, чины весенней и сныти, подроста липы и клёна или, наоборот, с участием крушины ломкой и ряда таёжных растений: черники, осоки пальчатой, костяники, майника, вейника тростниковидного и орляка, при этом здесь также обилен и зеленчук жёлтый.
Среди массивов старовозрастных сосново-еловых трансформированных лесокультур отмечены усыхающие ельники.
В северной и восточной частях участка 3 заказника сосновые с березой и березовые серовейниковые сфагновые и кустарничково-пушицево-сфагновые леса с участками переходных и верховых болот вкраплены в еловые водораздельные леса. Переходные болота, обрамленные зарослями из ивы козьей и пепельной, узким поясом редкостойного березняка сфагнового с багульником болотным и пушицей влагалищной, окружают верховые болота сосновые багульниково-сфагновые с подростом березы пушистой в лесах Нестеровского участкового лесничества. Высота сосен около 15 м, диаметр — 10—30 см. На кочках доминируют черника, брусника, клюква, голубика, в мочажинах растет пушица влагалищная и сфагновые мхи. На болоте в квартале 16 Нестеровского участкового лесничества также найдена шейхцерия болотная.
Производные березово-еловые, елово-березовые субнеморальные леса папоротниково-зеленчуковые и кислично-зеленчуковые с осиной, подростом ели и клёна, живучкой ползучей, овсяницей гигантской, костяникой, вейником тростниковидным, снытью, орляком, видами дубравного широкотравья широко встречаются на выровненных участках водоразделов в юго-западной части участка 3 заказника. Здесь в травяном ярусе встречается подлесник европейский, а на старых осинах растет некера перистая — виды, занесенные в Красную книгу Московской области.
Значительные массивы в заказнике образуют вторичные спелые осинники и елово-осиновые широкотравные леса. В их травяном покрове доминируют папоротники, местами — сныть обыкновенная, встречаются звездчатка дубравная, кислица, копытень, костяника, черника, осока волосистая, ландыш майский, подлесник европейский.
Старые вырубки, имеющиеся на территории заказника, зарастают березой, лещиной, ивой козьей, часто на их месте формируются средневозрастные березовые леса с подростом ели зеленчуковые с лугово-лесными видами: живучкой ползучей, щучкой дернистой, золотарником обыкновенным, овсяницей гигантской, пальчатокоренником Фукса.
В южной части участка 3 в окрестностях деревни Облянищево среди еловых старовозрастных лесов с березой и широколиственными породами вкраплены производные осинники и березняки с подростом ели и широколиственных пород лещиновые кислично-папоротниково-широкотравные, а также многочисленные лесокультуры сосны и ели разного возраста. В молодых и средневозрастных лесах встречаются редкие виды растений, занесенные в Красную книгу Московской области, в том числе любка зеленоцветковая и шалфей клейкий. По опушкам встречаются также любка двулистная и пальчатокоренник Фукса, имеется небольшая популяция мякотницы однолистной; здесь же сохранилось единственное в Московской области местообитание пыльцеголовника длиннолистного, занесенного в Красные книги Российской Федерации и Московской области.
Елово-липовые и липовые с участием вяза, клёна и дуба кустарниковые широкотравные леса развиты на крутых склонах долины реки Москвы и камовых холмов. Кустарниковый ярус почти не развит, а в травяном покрове доминируют виды дубравного широкотравья: осока волосистая, медуница неясная, зеленчук жёлтый, копытень европейский, звездчатка жестколистная, мятлик дубравный, лютик кашубский, пролесник многолетний, чина весенняя, фиалка удивительная, купена многоцветковая. Весной в этих лесах обильны хохлатка полая и ветреница лютичная, цветут печеночница благородная и ветреница дубравная — виды, занесенные в Красную книгу Московской области.
Местами на склонах развиты дубово-еловые с липой лещиновые широкотравные и кислично-широкотравные леса. Среди них есть и чисто дубовые участки со старыми дубами до 50—80 см в диаметре. Помимо шалфея клейкого в них часто встречается колокольчик широколистный. Мхов немного, а из трав доминируют кислица, зеленчук, копытень европейский, осока пальчатая, живучка ползучая, щитовник картузианский, костяника, ландыш, сныть, звездчатка дубравная.
Склоны долины реки Москвы прорезаны глубокими оврагами, в которых растут тенистые старые еловые леса с участием липы, осины и березы кустарниковые кислично-зеленчуковые и кислично-папоротниково-зеленчуковые со снытью, медуницей, пролесником многолетним, осокой волосистой, папоротниками, чистецом лесным, воронцом колосистым, ветреницей лютичной, хохлаткой полой, гусиным луком жёлтым и малым, борцом северным, звездчаткой дубравной и густым покровом (до 90 процентов) из дубравных зеленых и печеночных мхов. Часто встречается хвощ зимующий. По днищу некоторых оврагов текут ручьи, местами отмечены группы страусника. Диаметр стволов старых елей в устьях оврагов достигает 60 см, в местах выхода или близкого залегания известняков встречаются куртины шалфея клейкого.
На правом берегу реки Москвы выше по течению от поселка Кожино на крутом обрывистом склоне с выходами известняков в нижней части и сочением грунтовых вод растет почти чистый липовый кислично-широкотравный лес. Под пологом леса здесь встречаются: пузырник ломкий, колокольчик крапиволистный, сныть, кислица, ветреница дубравная, копытень европейский, звездчатка жестколистная, воронец колосистый. На одном из таких участков возле родника произрастает кортуза Маттиоли — вид, занесенный в Красную книгу Московской области. Популяция небольшая, всего 50 экземпляров, из которых около половины — цветущие. На этом же участке речной долины на выходах известняков произрастает также исключительно редкий вид мхов — дистихиум волосовидный, занесенный в Красную книгу Московской области.
На террасах реки Москвы встречаются широколиственно-еловые и елово-широколиственные леса с участием сосны и их производные. Широколиственно-сосново-еловые широкотравные и их производные широколиственно-сосновые, широколиственные и сосновые леса лещиновые с подростом дуба, липы и клёна, разнотравно-широкотравные леса характерны для левого берега реки Москвы, реже встречаются по правому берегу. Диаметр стволов старых вязов и деревьев дуба составляет 50—60 см. Во втором древесном ярусе обычны ива козья и рябина. Обилен подрост липы и клёна, реже вяза. Кусты лещины имеют значительный возраст и размеры, здесь много жимолости и бересклета бородавчатого, калины и волчеягодника обыкновенного. Травяной покров образован дубравными видами — зеленчуком, копытнем, снытью и папоротниками (щитовниками мужским, расширенным и картузианским), а также живучкой, чистецом лесным. На светлых участках в склоновых лесах произрастает чина чёрная — редкий вид, занесенный в Красную книгу Московской области.
В нижних частях склонов, где особенно выражены оползневые процессы, в этих местообитаниях появляются ольха серая, чистотел, крапива, встречается шалфей клейкий, обильна ветреница дубравная, осока волосистая, пролесник многолетний, медуница неясная, зеленчук жёлтый, растет колокольчик крапиволистный.
В елово-березовых и березово-еловых лесах с участием клёна, вяза и липы лещиновых кислично-широкотравных на склонах террас у деревни Красный Стан обильны сныть, зеленчук и ветреница дубравная. Здесь встречаются волчеягодник обыкновенный, бор развесистый, кислица, осока лесная, колокольчик крапиволистный, чистец лесной, щитовник расширенный, хвощ луговой, чистяк весенний, осоки волосистая и пальчатая. Диаметр стволов старых елей составляет 70—90 см, а берез — до 50 см. Под группами елей виды широкотравья уступают место кислице, чернике, костянике и вейнику тростниковидному. В напочвенном покрове сочетаются таёжные и дубравные виды зеленых мхов. Здесь на стволах старых осин с диаметром 45—50 см встречается редкий вид мха — некера перистая, занесенный в Красную книгу Московской области.
На сухих ветвях старых сосен (диаметр стволов — 80—90 см) по краю леса напротив деревни Красный Стан найден занесенный в Красную книгу Московской области лишайник — уснея оголяющаяся (рыжеющая). В старых елово-лиственных лесах, приуроченных к долине реки Москвы, произрастает ещё один вид эпифитных лишайников, занесенный в Красную книгу Московской области: бриория волосовидная.
По крутым склонам южной экспозиции в разреженных сосняках с дубом злаково-разнотравных встречаются типчак, тимьян блошиный, девясил иволистный, душица обыкновенная и астрагал солодколистный, пахучка обыкновенная, перловник поникший, первоцвет весенний, по опушкам обильны лугово-лесные и луговые виды.
Сосново-еловые и елово-сосновые с березой бересклетово-лещиновые кислично-широкотравные старовозрастные леса сохранились на склонах второй террасы реки Москвы. Диаметр стволов сосен достигает 60 см, берез и елей — 40—45 см (редко — до 80 см). В подросте обычны клен, дуб и липа, а иногда они выходят во второй ярус, при этом диаметр их стволов достигает от 20 см у клёна до 50 у дуба. Кусты лещины имеют значительный возраст, многоствольные, высокие, есть стволики толщиной до 15 см. В травяном ярусе доминируют осоки волосистая и корневищная, зеленчук жёлтый, ландыш, кислица, костяника, пролесник многолетний, медуница неясная и копытень. На прогалинах обильны злаки и лугово-лесное разнотравье, в том числе мятлик дубравный, душистый колосок, перловник поникший, коротконожка лесная, колокольчик персиколистный, золотарник обыкновенный, вероника широколистная, ястребинка зонтичная, буквица лекарственная, на уступах склонов террас с легкими почвами — брусника, ястребинка волосистая, вероника лекарственная и майник двулистный. Орляк и ландыш местами по опушкам леса и полян образуют заросли.
К северу от деревни Полуэктово на берегу реки Москвы сохранился заросший старинный парк. Здесь произрастают старые лиственницы сибирские, пихты сибирские, липы, туи. Пихта имеет хорошее возобновление. Кроме того, встречаются декоративные кустарники: снежноягодник белый, спирея дубравколистная, вишня домашняя и сирень обыкновенная. В наземном покрове здесь преобладают: зеленчук жёлтый, кислица и ветреница дубравная.
У подножия склонов в местах сочений подсклоновых вод представлены еловые леса с ольхой серой и черемухой влажнотравные с таволгой вязолистной, ясноткой крапчатой, пасленом сладко-горьким, зюзником европейским, селезеночником очереднолистным, чистотелом, снытью, дубравными мхами рода мниум и плагиомниум.
В восточной части Участка 3 заказника вдоль берега реки Москвы по основанию первой надпойменной террасы с небольшими перерывами постоянно тянется узкая полоса вязового влажнотравно-широкотравного леса. Отдельные вязы имеют очень большой возраст и диаметр до 0,9—1 м. Местами преобладает хвощ зимующий, чаще покров образован дубравными видами широкотравья и весенними эфемероидами. Также в восточной части заказника по берегам реки Москвы есть участки дубово-вязового лещинового с подростом ели широкотравного леса. Здесь отмечено наиболее крупное скопление шалфея клейкого: на площади в несколько сотен квадратных метров растение образует почти сплошной покров.
Сероольшаники высокотравно-влажнотравные и крапивно-влажнотравные с черемухой, ивой ломкой, местами с вязом и кленом довольно часто встречаются в пойме реки Москвы и её ручьев-притоков. Здесь растут хмель, ежевика, бузина обыкновенная, смородина чёрная, таволга, осока острая, двукисточник тростниковидный, щучка дернистая, дудник лесной, купырь лесной, крапива двудомная, яснотка пятнистая, пырейник собачий, бутень Прескотта, бодяк огородный. В нижней части склонов нередки заросли хвоща зимующего, обилен чистяк весенний.
По долинам небольших ручьев, пересекающих пойму реки Москвы и впадающих в неё, также развиты сероольшаники с черемухой и вязом высокотравно-влажнотравные. Здесь изредка встречается гирчовник татарский, занесенный в Красную книгу Московской области, и часто редкий колокольчик широколистный.
Небольшие осоковые болота встречаются в старинных понижениях на высокой пойме реки Москвы. Кроме осок пузырчатой, острой и лисьей на этих болотах растут таволга вязолистная, вейник сероватый, шлемник обыкновенный, подмаренник топяной, незабудка болотная. По краю болот обильна щучка дернистая, встречаются мятлик обыкновенный, горицвет кукушкин, тысячелистник птармика, камыш лесной, дудник лесной и купальница европейская.
Низинные разнотравно-красноовсяницевые и разнотравно-красноовсяницево-щучковые луга соседствуют на пойме реки Москвы со старичными болотцами. На них растут щучка дернистая, овсяница красная, колосок душистый, полевица тонкая, лютик едкий, тысячелистник птармика, зверобой пятнистый, подмаренники топяной, северный и мягкий, осоки заячья, чёрная, соседняя и бледноватая, валериана лекарственная, различные ситники, вербейник обыкновенный.
Мезофитные разнотравно-злаковые залежные луга с кустарниками и подростом мелколиственных деревьев по западинам и водосборным понижениям встречаются на крупных лесных полянах в пределах заказника. Это обычно луга с полевицей тонкой, мятликом луговым, овсяницей красной и луговой, ежой сборной, тимофеевкой, клевером ползучим и луговым, лютиком едким, осокой опушенной, нивяником обыкновенным, черноголовкой обыкновенной, кульбабой шершавоволосистой, ястребинкой зонтичной, тысячелистником обыкновенным, подмаренником мягким, на опушке леса растет колючник Биберштейна.
На сухих склонах террас высокой и средней поймы встречаются участки разнотравно-полевицево-узкомятликовых, кострецово-клубнично-полевицевых, клубнично-узкомятликовых и клубнично-раннеосоковых лугов. В этих сообществах много мятлика узколистного, овсяницы красной, полевицы, осоки ранней, трясунки средней, костреца безостого, люцерны серповидной, васильков лугового и шероховатого, подмаренника мягкого, колокольчика скученного, короставника полевого, жабрицы порезниковой, бедренца камнеломкового и зверобоя продырявленного. По опушкам обильна чина лесная, астрагал солодколистный, фиалка опушенная, девясил иволистный, колокольчик персиколистный, смолка обыкновенная.
В травостое лугов высокой поймы Москвы-реки преобладают кострец безостый, мятлик узколистный, ежа сборная, овсяницы луговая и красная, полевица тонкая, богато представлены и виды разнотравья и бобовых. Небольшие участки высокой поймы заняты залежами на месте сеяных лугов со злаками, клевером луговым и ползучим, черноголовкой, нивяником, васильком луговым, короставником полевым, цикорием, вьюнком полевым и одуванчиком.
На склонах средней поймы есть участки лугов с доминированием василька шероховатого и жабрицы порезниковой, с подмаренником северным и настоящим, земляникой полевой, вероникой широколистной, погремком малым, мыльнянкой лекарственной, душицей, луком овощным, крестовником Якова, клевером горным, геранью луговой, гвоздикой Фишера, тмином.
В местообитаниях с достаточно плодородными и влажными почвами имеются гераниево-таволгово-ежово-кострецовые луга, где доминируют кострец безостый, ежа, пырей ползучий, герани луговая и болотная, свербига восточная, купырь лесной, таволга вязолистная, бутень Прескотта, подмаренник мягкий, встречаются борщевик сибирский, подмаренник приручейный, горошек мышиный, хвощ полевой, василистник простой, колокольчик широколистный.
Луга низкой поймы на участках сужения долины реки Москвы по краю сероольшаников представлены кострецово-таволгово-крапивными и двукисточниково-таволговыми типами с видами влаголюбивого высокотравья: крестовником приречным, двукисточником, осокой острой, бутенем душистым, таволгой вязолистной и недотрогой железконосной. В травостое здесь участвуют василистники светлый и простой, мята полевая и длиннолистная, бутень Прескотта, купырь лесной, бодяк огородный, колокольчик широколистный, пырейник собачий, сныть обыкновенная, будра плющевидная, яснотка пятнистая, вероника длиннолистная, щавель конский. В прибрежной части низкой поймы растут также манник наплывающий, камыш лесной, леерсия рисовидная, зюзник европейский, чистец болотный.
В местах выхода ручьев на пойму или подсклоновых сочений встречаются кипрей волосистый, сердечник горький, печеночный мох — маршанция многообразная, а в западной части заказника — норичник теневой, или крылатый, — редкий вид, занесенный в Красную книгу Московской области.
По берегам реки Москвы и на островах растут древесные ивы — белая и ломкая, черемуха и ольха серая, по которым взбирается хмель и эхиноцистис лопастной. Из травянистых растений здесь обычно обилен двукисточник тростниковидный, хвощ речной, подмаренник приручейный, паслен сладко-горький, василистник простой. На заиленных берегах реки встречаются рогоз широколистный, частуха подорожниковая, хвощ речной, ежеголовник всплывший, камыш лесной, тростник южный, двукисточник тростниковидный, осока острая, шлемник обыкновенный, стрелолист, изредка — кизляк кистецветный, аир болотный, ирис аировидный.
В водах реки Москвы растут рдесты блестящий, гребенчатый и пронзеннолистный, камыш озерный, водяной лютик жестколистный, роголистник погруженный, кувшинка белоснежная и кубышка жёлтая, водокрас лягушачий, водяная сосенка, уруть колосистая.

### Фауна
Животный мир заказника отличается хорошей сохранностью и репрезентативностью для природных сообществ запада Московской области. На территории заказника обитают 127 видов позвоночных животных, относящихся к 24 отрядам пяти классов, в том числе 17 видов рыб, пять видов амфибий, один вид рептилий, 79 видов птиц и 25 видов млекопитающих.
Ихтиофауна заказника целиком связана в своем распространении с участком № 3 заказника и протекающей по нему рекой Москвой и типична по своему составу для средней величины рек и небольших прудов центра Европейской России. В реке Москве наиболее типичными видами рыб являются: обыкновенная щука, речной окунь, плотва, лещ, ёрш, уклейка, густера и обыкновенный пескарь. Обычные в реке Москве в пределах заказника голавль, жерех обыкновенный, елец, щиповка обыкновенная и налим являются редкими и уязвимыми видами рыб для Московской области в целом. Единично встречаются язь, судак, в заливах Москвы-реки, в небольших прудах и копанях территории отмечается серебряный карась. Крайне малочисленна обитающая на этом участке русла реки Москвы быстрянка, занесенная в Красную книгу Российской Федерации и в Красную книгу Московской области.
Основу фаунистического комплекса наземных позвоночных животных составляют виды, характерные для хвойных и смешанных лесов Нечернозёмного центра России. Доминируют виды, экологически связанные с древесно-кустарниковой растительностью (56 процентов). Лугово-полевые виды составляют около 25 процентов от числа встреченных животных. Доля водно-болотных видов ещё меньше — 16 процентов, что объясняется относительно небольшой площадью соответствующих местообитаний в заказнике. Синантропные виды составляют около 3 процентов от числа встреченных видов. На территории заказника выделяются четыре основные ассоциации фауны (зооформации): хвойных лесов, лиственных лесов, водно-болотных местообитаний и лугово-опушечных местообитаний.
Животный мир всех трех участков заказника, разделенных только местными автодорогами, является в целом единым и экологически неделимым. В этой связи далее дается единое описание животного мира всех трех участков заказника. На участках 1 и 2 заказника представлены почти исключительно виды лесных зооформаций и в небольшой степени зооформация водно-болотных местообитаний, тогда как на самом большом участке 3 заказника, через который протекает река Москва, наиболее широко представлены как виды водно-болотных местообитаний, так и виды зооформации лугово-опушечных местообитаний.
Зооформация хвойных лесов, привязанная в своем распространении к еловым, сосновым и хвойно-мелколиственным лесам разных типов, занимает преобладающую часть территории заказника. Основу населения хвойных лесов составляют: серая жаба, чиж, зелёная пеночка, желтоголовый королёк, белобровик, рябинник, рябчик, желна, сойка, ворон, буроголовая гаичка, обыкновенная бурозубка, лесная куница, рыжая полёвка, белка. Именно в старых еловых лесах на всех участках территории заказника неоднократно встречена кедровка — вид, занесенный в Красную книгу Московской области. Здесь же в усыхающих старых еловых лесах на участке № 3 заказника неоднократно встречен трехпалый дятел, занесенный в Красную книгу Московской области. На участке старого усохшего ельника в окрестностях деревни Красный Стан обнаружено жилое дупло этого редкого вида. Во влажных еловых лесах на склонах долины реки Москвы выявлено обитание медведицы-госпожи — редкого вида бабочек, занесенного в Красную книгу Московской области.
На участках лиственных и смешанных лесов территории заказника преобладают выходцы из европейских широколиственных лесов (данный тип зооформации наиболее представлен на Участке 3): зарянка, чёрный дрозд, иволга, вяхирь, обыкновенная кукушка, пеночка-трещотка, славка-черноголовка, зелёная пересмешка, мухоловка-пеструшка, лазоревка, лесная мышь, европейская косуля и благородный олень. В этом типе местообитаний в старом осиннике с участием дуба и ели встречены редкие виды животных, занесенные в Красную книгу Московской области: зелёный дятел, а также охраняемый вид жуков — бронзовка мраморная.
Во всех типах лесов заказника встречаются: зяблик, обыкновенный поползень, обыкновенная пищуха, большой пестрый дятел, вальдшнеп, обыкновенный снегирь, певчий дрозд, пеночка-весничка, пеночка-теньковка, большая синица, длиннохвостая синица, обыкновенный еж, енотовидная собака и заяц-беляк. На крутых облесенных склонах речных долин и в глубоких оврагах роют свои норы барсуки. На участке № 3 заказника обнаружено два крупных жилых городка этого зверя.
По лесным опушкам и полянам территории заказника охотятся ястреба: тетеревятник и перепелятник.
Зооформация лугово-опушечных местообитаний связана в своем распространении с сельскохозяйственными полями, лугами, лесными полянами, опушками и вырубками и представлена следующими видами: живородящая ящерица, канюк, пустельга, перепел, тетерев, коростель, чибис, лесной конек, полевой жаворонок, обыкновенная овсянка, серая славка, сорока, белая трясогузка, луговой чекан, скворец, жулан, обыкновенная чечевица, черноголовый щегол, зеленушка, коноплянка, полевой воробей, обыкновенный крот и обыкновенная полевка, рыжая вечерница. На лугах и полях в западной части территории заказника собирает корм белый аист, занесенный в Красную книгу Московской области, также на полях и лугах кормятся четыре охраняемых вида хищных птиц, занесенных в Красную книгу Московской области: кобчик, обыкновенный осоед, луговой и полевой луни.
Пойма реки Москвы, долины впадающих в неё ручьев, болота разных типов, пруды и копани служат местом обитания видов водно-болотной зооформации. Среди амфибий здесь довольно многочисленны прудовая, травяная и остромордая лягушки и обыкновенный тритон. Среди птиц в этих биотопах гнездятся кулики — черныш и перевозчик, кряква, болотная камышевка, речной сверчок, садовая славка, северная бормотушка, обыкновенный соловей, вертишейка. Песчаные береговые обрывы в долине реки Москвы использует для устройства гнездовых колоний ласточка-береговушка.
В пойме реки Москвы и на прудах постоянно кормятся серая цапля и сизая чайка. Среди млекопитающих здесь наиболее обычны: американская норка, речной бобр и водяная полевка. В реке Москве на участке прохождения её по территории заказника обитает речная выдра, занесенная в Красную книгу Московской области.
Пойму реки Москвы, низинные болота и заболоченные лиственные леса территории населяет чёрный коршун, занесенный в Красную книгу Московской области. На лесных низинных и верховых болотах, а также влажных лугах заказника обитает серый журавль, занесенный в Красную книгу Московской области.
Во всех типах естественных местообитаний заказника встречаются: горностай, ласка, лось, кабан, волк, обыкновенная лисица. В смешанных лесах разных типов и на лугах в западной части заказника (в пределах участков 1 и 3) неоднократно встречена обыкновенная рысь — исключительно редкий вид хищных млекопитающих Московской области, занесенный в Красную книгу Московской области.
К населенным пунктам, соседствующим с территорией заказника, тяготеют: серая ворона, деревенская ласточка, чёрный стриж, горихвостка-чернушка, белая трясогузка.

## Объекты особой охраны заказника
Охраняемый природный комплекс — уникальный комплекс обнажений известняков (дочетвертичных осадочных пород периода карбона) на склонах долины реки Москвы.
Охраняемые экосистемы: субнеморальные еловые лещиновые кислично-зеленчуковые, папоротниково-кислично-зеленчуковые леса, трансформированные старовозрастные лесокультуры сосны и ели папоротниково-кислично-зеленчуковые, еловые; сосново-еловые леса с участием широколиственных пород и их производные кислично-широкотравные и папоротниково-широкотравные; участки заболоченных лесов с верховыми и переходными болотами; широколиственно-еловые и елово-широколиственные леса лещиновые кислично-широкотравные; смешанные леса с сосной, елью, дубом, липой, кленом и вязом гладким кустарниковые широкотравные и кислично-широкотравные, широколиственные (липовые, дубово-липовые, дубово-вязово-липовые, дубово-кленово-липовые) широкотравные леса; пойменные сероольшаники с черемухой, местами с кленом и вязом широкотравно-влажнотравные, пойменные разнотравно-злаковые луга.
Места произрастания и обитания охраняемых в Московской области, а также иных редких и уязвимых видов растений, грибов, лишайников и животных, зафиксированных в заказнике, перечисленных ниже, а также тетерева, перепела, барсука и европейской косули.
Охраняемые в Московской области, а также иные редкие и уязвимые виды растений:
- виды, занесенные в Красную книгу Российской Федерации и в Красную книгу Московской области: пыльцеголовник длиннолистный, венерин башмачок настоящий;
- виды, занесенные в Красную книгу Московской области: подлесник европейский, ветреница дубравная, шалфей клейкий, чина чёрная, печеночница благородная, шейхцерия болотная, норичник теневой, или крылатый, кортуза Маттиоли, любка зеленоцветковая, мякотница однолистная, или стагачка, гирчовник татарский, живокость высокая, некера перистая и дистихиум волосовидный;
- виды, являющиеся редкими и уязвимыми таксонами, не внесенные в Красную книгу Московской области, но нуждающиеся на территории области в постоянном контроле и наблюдении: волчеягодник обыкновенный, или волчье лыко, тимьян блошиный, гнездовка настоящая, колокольчик персиколистный, колокольчик крапиволистный, колокольчик широколистный, гулявник прямой, кувшинка белоснежная, любка двулистная, купальница европейская, пальчатокоренник Фукса, тайник яйцевидный, колючник длиннолистный, или Биберштейна.

Охраняемые в Московской области виды грибов и лишайников (виды, занесенные в Красную книгу Московской области): уснея жестковолосатая, уснея оголяющаяся (рыжеющая), бриория волосовидная, бриория седеющая.
Охраняемые в Московской области, а также иные редкие и уязвимые виды животных:
- виды, занесенные в Красную книгу Российской Федерации и в Красную книгу Московской области: быстрянка;
- виды, занесенные в Красную книгу Московской области: бронзовка мраморная, медведица-госпожа, белый аист, серый журавль, кобчик, обыкновенный осоед, чёрный коршун, луговой и полевой луни, зелёный дятел, трехпалый дятел, кедровка, речная выдра и обыкновенная рысь;
- виды, являющиеся редкими и уязвимыми таксонами, не внесенные в Красную книгу Московской области, но нуждающиеся на территории области в постоянном контроле и наблюдении: елец, голавль, жерех обыкновенный, щиповка обыкновенная, налим, пустельга, горихвостка-чернушка, северная бормотушка, рыжая вечерница.